# Perma.cc
Perma.ccは、ハーバード大学図書館が設立した主に法律や学術を専門とするウェブアーカイブサイト。法律文などの引用のため2013年に設立された。

## 概要
Perma.ccは、学術論文や判例などのリンク切れが多発しているという研究結果から2013年9月に設立された。主な目的としては、それらの文章を長期的に提供することとしている。政府図書館のネットワークで運営されており、2016年には博物館・図書館サービス研究所から70万ドルの助成金を受け、サービスを拡大した。
ウェイバックマシンなどとは異なり、利用者が保存したページのみが存在する。ただし、保存などを行う場合はアカウントが必要となる。対象読者は教員などといった組織で、組織内でメモなどのメタデータを追加、また、その組織内において非公開にすることも可能。2017年には毎月10回の無料ページ保存が可能な個人アカウントと学術団体ではない人物も機関アカウントを作成できる商用オプションが追加された。2019年1月、無料の個人アカウントは無料リンクの受信が停止された。
保存形式としては、Web ARChive形式の保存と、PNG形式によるスクリーンショットが存在する。また、アーカイブ検索サイトメメントプロジェクトの一部でもあるため、Memento内での検索も可能。

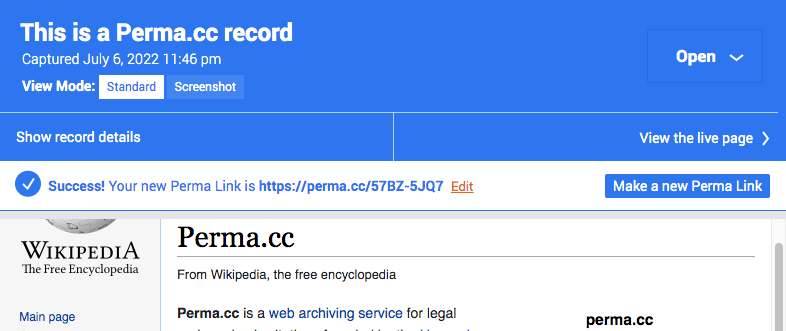
Perma.ccによってアーカイブされた英語版の記事